# Catholiques mangaloréens

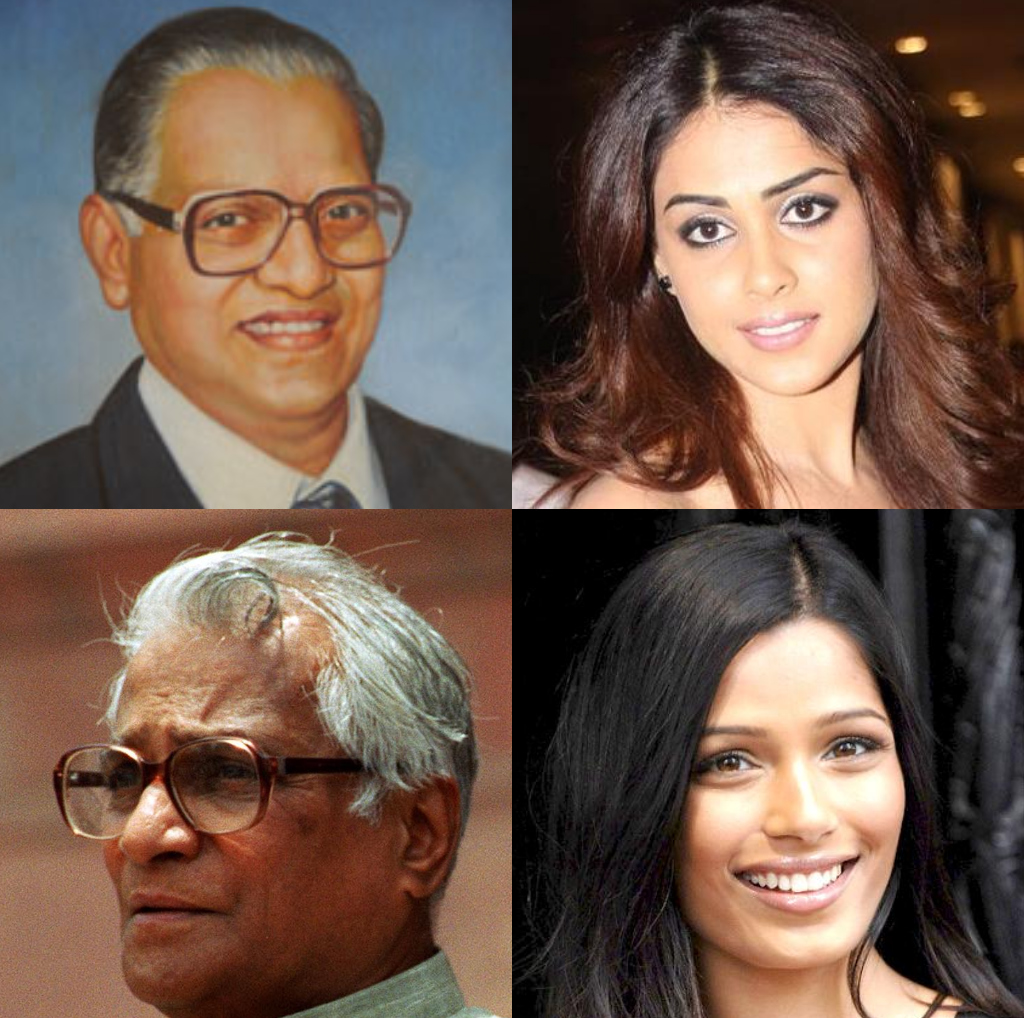
Personnalités catholiques mangaloréennes : Genelia D'Souza, Freida Pinto, George Fernandes, Blasius D'Souza

Les catholiques mangaloréens (en concanais : Kōdiyālcheñ Kathōlikā) sont une communauté ethnoreligieuse catholique originaire de l'ancienne région et district du Sud-Canara ou Canara méridional (actuels districts de Dakshina Kannada et d'Udupi, dans l'État du Karnataka), sur la côte sud-ouest de l'Inde. Ils peuvent être estimés à environ 500 000 personnes, qui trouvent leur racine dans le diocèse de Mangalore, où ils constituent une part importante voire majoritaire des diocésains. Un grand nombre d'entre eux travaillent à l'étranger, tout en gardant de forts liens avec leur région natale et communauté d'origine. 
Ils forment une minorité ethnolinguistique et ethnoreligieuse du Canara méridional, de par leur langue natale et communautaire, le concanais ou konkani, ainsi que par leur religion, le catholicisme romain. Ce qui les différencient de la population autochtone et majoritaire de la région, locutrice du toulou, et des nombreux autres groupes concanais du Canara, hindous (notamment les brahmanes dits Saraswat). Les catholiques mangaloréens sont apparentés aux catholiques de Goa, une région d'où leurs ancêtres ont émigrés en diverses vagues vers le Canara, fuyants entre-autres l'Inquisition de Goa puis les occupations marathes,. Les catholiques mangaloréens peuvent néanmoins être assimilés au groupe ethnolinguistique des Concanais, ainsi qu'aux Mangaloréens (en), c'est-à-dire un ensemble de populations historiquement installées dans la région de Mangalore. 

## Personnalités
- Margaret Alva (née en 1942), députée, plusieurs fois ministre dans le Conseil des ministres de l'Inde, gouverneure d'État.
- Richard Crasta (né en 1952), écrivain et romancier américain d'origine indienne.